# Giovanni Sigismondo di Brandeburgo
Giovanni Sigismondo di Hohenzollern (in tedesco Johann Sigismund; Halle an der Saale, 8 novembre 1572 – Berlino, 23 dicembre 1619) fu Principe-elettore di Brandeburgo.
Egli inoltre ricoprì il ruolo di Duca di Prussia.

## Biografia
Giovanni Sigismondo era nato a Halle an der Saale, figlio di Gioacchino III Federico di Brandeburgo, e della sua prima moglie Caterina di Brandeburgo-Küstrin. Egli succedette al padre come Margravio di Brandeburgo nel 1608.
Giovanni Sigismondo viaggiò da Königsberg a Varsavia, dove il 16 novembre 1611 rese omaggio a Sigismondo III Vasa, re di Polonia (il Ducato di Prussia era un feudo polacco, all'epoca).
Egli diede la Signoria di Castrop al suo maestro e tutore, Carl Friedrich von Bordelius. Giovanni Sigismondo ricevette i territori di Cleves, Mark, e Ravensberg grazie al Trattato di Xanten del 1614. Egli succedette al suocero Alberto Federico come Duca di Prussia nel 1618, ma morì l'anno successivo.

## Matrimonio
Sposò, il 30 ottobre 1594, Anna di Prussia (3 luglio 1576-30 agosto 1625), figlia di Alberto Federico di Prussia. La coppia ebbe otto figli:
- Giorgio Guglielmo (13 novembre 1595–1º dicembre 1640);
- Anna Sofia (15 marzo 1598–19 dicembre 1659), sposò il duca Federico Ulrico di Brunswick-Lüneburg, non ebbero figli;
- Maria Eleonora (11 novembre 1599– 28 marzo 1655), sposò Gustavo II Adolfo di Svezia, ebbero una figlia;
- Caterina (28 maggio 1602–27 agosto 1644), sposò in prime nozze Gabriele Bethlen, non ebbero figli, e in seconde nozze Francesco Carlo di Sassonia-Lauenburg, non ebbero figli;
- Gioacchino Sigismondo (25 luglio 1603–22 febbraio 1625);
- Agnese (31 agosto 1606–12 marzo 1607);
- Giovanni Federico (18 agosto 1607–1º marzo 1608);
- Alberto Cristiano (7 marzo–14 marzo 1609).

## Ascendenza
|                                    |                             |                                | Genitori                          |  |  | Nonni |  |  | Bisnonni                     |  |  | Trisnonni                   |  |
|                                    |                             |                                |                                   |  |  |       |  |  | Gioacchino II di Brandeburgo |  |  | Gioacchino I di Brandeburgo |  |
|                                    |                             |                                |                                   |  |  |       |  |  | Gioacchino II di Brandeburgo |  |  | Gioacchino I di Brandeburgo |  |
|                                    |                             | Elisabetta di Danimarca        |                                   |  |  |       |  |  | Gioacchino II di Brandeburgo |  |  |                             |  |
| Giovanni Giorgio di Brandeburgo    |                             |                                |                                   |  |  |       |  |  | Gioacchino II di Brandeburgo |  |  |                             |  |
|                                    |                             | Maddalena di Sassonia          | Giorgio di Sassonia               |  |  |       |  |  |                              |  |  |                             |  |
|                                    |                             | Maddalena di Sassonia          | Giorgio di Sassonia               |  |  |       |  |  |                              |  |  |                             |  |
|                                    |                             | Maddalena di Sassonia          | Barbara Jagellona                 |  |  |       |  |  |                              |  |  |                             |  |
| Gioacchino Federico di Brandeburgo |                             | Maddalena di Sassonia          |                                   |  |  |       |  |  |                              |  |  |                             |  |
|                                    |                             | Federico II di Legnica         | Federico I di Legnica             |  |  |       |  |  |                              |  |  |                             |  |
|                                    |                             | Federico II di Legnica         | Federico I di Legnica             |  |  |       |  |  |                              |  |  |                             |  |
|                                    |                             | Federico II di Legnica         | Ludmilla di Podebrad              |  |  |       |  |  |                              |  |  |                             |  |
| Sofia di Legnica                   |                             | Federico II di Legnica         |                                   |  |  |       |  |  |                              |  |  |                             |  |
|                                    |                             | Sofia di Brandeburgo-Ansbach   | Federico I di Brandeburgo-Ansbach |  |  |       |  |  |                              |  |  |                             |  |
|                                    |                             | Sofia di Brandeburgo-Ansbach   | Federico I di Brandeburgo-Ansbach |  |  |       |  |  |                              |  |  |                             |  |
|                                    |                             | Sofia di Brandeburgo-Ansbach   | Sofia di Polonia                  |  |  |       |  |  |                              |  |  |                             |  |
| Giovanni Sigismondo di Brandeburgo |                             | Sofia di Brandeburgo-Ansbach   |                                   |  |  |       |  |  |                              |  |  |                             |  |
|                                    | Gioacchino I di Brandeburgo | Giovanni I di Brandeburgo      |                                   |  |  |       |  |  |                              |  |  |                             |  |
|                                    | Gioacchino I di Brandeburgo | Giovanni I di Brandeburgo      |                                   |  |  |       |  |  |                              |  |  |                             |  |
|                                    | Gioacchino I di Brandeburgo | Margherita di Sassonia         |                                   |  |  |       |  |  |                              |  |  |                             |  |
| Giovanni di Brandeburgo-Küstrin    | Gioacchino I di Brandeburgo |                                |                                   |  |  |       |  |  |                              |  |  |                             |  |
|                                    |                             | Elisabetta di Danimarca        | Giovanni di Danimarca             |  |  |       |  |  |                              |  |  |                             |  |
|                                    |                             | Elisabetta di Danimarca        | Giovanni di Danimarca             |  |  |       |  |  |                              |  |  |                             |  |
|                                    |                             | Elisabetta di Danimarca        | Cristina di Sassonia              |  |  |       |  |  |                              |  |  |                             |  |
| Caterina di Brandeburgo-Küstrin    |                             | Elisabetta di Danimarca        |                                   |  |  |       |  |  |                              |  |  |                             |  |
|                                    |                             | Enrico V di Brunswick-Lüneburg | Enrico IV di Brunswick-Lüneburg   |  |  |       |  |  |                              |  |  |                             |  |
|                                    |                             | Enrico V di Brunswick-Lüneburg | Enrico IV di Brunswick-Lüneburg   |  |  |       |  |  |                              |  |  |                             |  |
|                                    |                             | Enrico V di Brunswick-Lüneburg | Caterina di Pomerania-Wolgast     |  |  |       |  |  |                              |  |  |                             |  |
| Caterina di Brunswick-Wolfenbüttel |                             | Enrico V di Brunswick-Lüneburg |                                   |  |  |       |  |  |                              |  |  |                             |  |
|                                    |                             | Maria di Württemberg           | Enrico di Württemberg             |  |  |       |  |  |                              |  |  |                             |  |
|                                    |                             | Maria di Württemberg           | Enrico di Württemberg             |  |  |       |  |  |                              |  |  |                             |  |
|                                    |                             | Maria di Württemberg           | Eva di Salm                       |  |  |       |  |  |                              |  |  |                             |  |
|                                    |                             | Maria di Württemberg           |                                   |  |  |       |  |  |                              |  |  |                             |  |